# Московское производственное объединение по выпуску алмазного инструмента
Московское производственное объединение по выпуску алмазного инструмента (АО «МПО по ВАИ»), ранее Томилинский завод алмазного инструмента, советское и российское предприятие. Разрабатывает и производит шлифовальный, режущий, правящий, однокристальный, ручной и другой инструмент из природных, синтетических алмазов и кубического нитрида бора (эльбора).
Расположено в поселке Томилино Люберецкого района Московской области. Ведет историю с начала XX века.

## Алмазный и эльборовый инструмент
Алмаз — самый твёрдый минерал, 10 из 10, по шкале твёрдости Мооса. По твердости и другим свойствам к алмазу приближается эльбор. Преимущества инструмента из эльбора наиболее полно проявляются при шлифовании изделий из закаленных до высокой твердости сталей и сплавов (HRC 60 и более), обработка которых затруднена абразивным и алмазным инструментом.
Алмазный и эльборовый инструмент применяется при абразивной обработке изделий из стали, твёрдых сплавов, высокопрочных сталей, цветных металлов, полупроводниковых материалов, керамики, оптического стекла, камня и многих других материалов. Используется на предприятиях оборонно-промышленного и ракетно-космического комплексов, машиностроения, авиа-, судостроения, станкоинструментальной отрасли, автомобильной промышленности, строительства, камнеобработки и многих других областей народного хозяйства.

## История
Томилинский абразивный завод был создан еще в начале XX века близ деревни Кирилловка. Производил шкурку для шлифования.
Поворотный момент в истории завода — открытие в 1950-е годы месторождений природных алмазов в Якутии (СССР) и начало их промышленной добычи . В 1959 году правительство приняло ряд постановлений о мерах по развитию производства алмазного инструмента и расширения его применения в народном хозяйстве. Было решено построить в 1960 году на Томилинском заводе специальный корпус для организации производства алмазного инструмента.
- 1959 — еще в недостроенном корпусе был изготовлен первый алмазный круг на органической связке
- 1963 — создан первый в СССР цех по изготовлению однокристального инструмента из природных алмазов. Масштабная реконструкция всего завода. Предприятие переименовано в Томилинский завод алмазного инструмента

В 1960 году в СССР в Институте физики высоких давлений АН СССР была разработана технология синтеза алмазов и в начале 60-х годов в рекордно короткие сроки в стране было налажено промышленное производство синтетических алмазов.. Томилинский завод, вместе с другими предприятиями отрасли, наладил производство инструмента из синтезированных алмазов.
- 1969 — начаты поставки алмазного инструмента как в социалистические страны, так и во Францию, Италию, Швейцарию
- 1970 — создан участок синтеза сверхтвердых материалов (СТМ) и производство режущего инструмента из них
- 1970 — цех по производству однокристального инструмента начал выпуск резцов для правки шлифовальных кругов, наконечников для определения твердости и микротвердости, выглаживателей из природных алмазов. В результате Волжский автомобильный завод, для которого изначально разрабатывались эти инструменты, отказался от импортных
- 1976—1977 — работники завода: В. Федулаев, Э. Мартиросов, А.Овчинников, В. Колчин[4] отмечены Государственной премией СССР за создание массового производства алмазных инструментов
- 1984 — созданы двуслойные пластины для обработки закаленных сталей и отбеленного чугуна
- 1997 — организован цех и начат синтез алмазов
- 2005 — реконструкция и модернизация производства

Сейчас объединение выпускает как серийную продукцию, так и создает новые виды инструмента, выполняет опытно-конструкторские и опытно-технологические работы.

## О заводе
Рабочие и инженеры завода, всего более 45 человек, награждены орденами Ленина, Трудового Красного Знамени, «Знак Почета». В разные годы на заводе работали и продолжают трудиться представители 10 трудовых династий.